# Bess Truman
Elizabeth Virginia Wallace Truman (Independence, Missouri, 13 de febrer de 1885 – ibídem, 18 d'octubre de 1982), comunament coneguda per Bess Truman, va ser l'esposa de Harry Truman i Primera dama dels Estats Units des de 1945 fins a 1953.

## Infància, família i educació

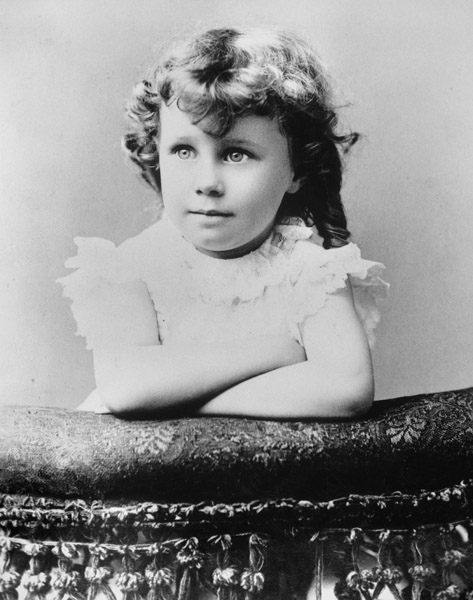
Bess Wallace als 4 anys.

Elizabeth Virginia Wallace va néixer de David Willock Wallace (1860-1903) i la seva esposa Margaret Elizabeth Gates (1862-1952) en Independence (Missouri) i era coneguda per Bessie durant la seva infància. Era la major de quatre fills, els seus tres germans menors eren Frank Gates Wallace (1887-1960), George Porterfield Wallace (1892-1963) i David Frederick Wallace (1900-1957).
Harry Truman, la família del qual es va mudar al poble en 1890, sempre va conservar la primera impressió que li va causar ella quan la va veure a l'escola dominical: "Rínxols d'Or" i "els ulls més bells". Un familiar va dir "no hi havia una altra noia al món" per a ell. Van ser companys d'escola des del primer grau fins a l'ensenyament mitjà superior.
Després de graduats de l'ensenyament mitjà superior ella va estudiar a l'escola preparatòria William Chrisman per a senyoretes a Kansas City (Missouri). El 1903 el seu pare es va suïcidar i ella va retornar a Independence amb la seva mare.

## Matrimoni i família

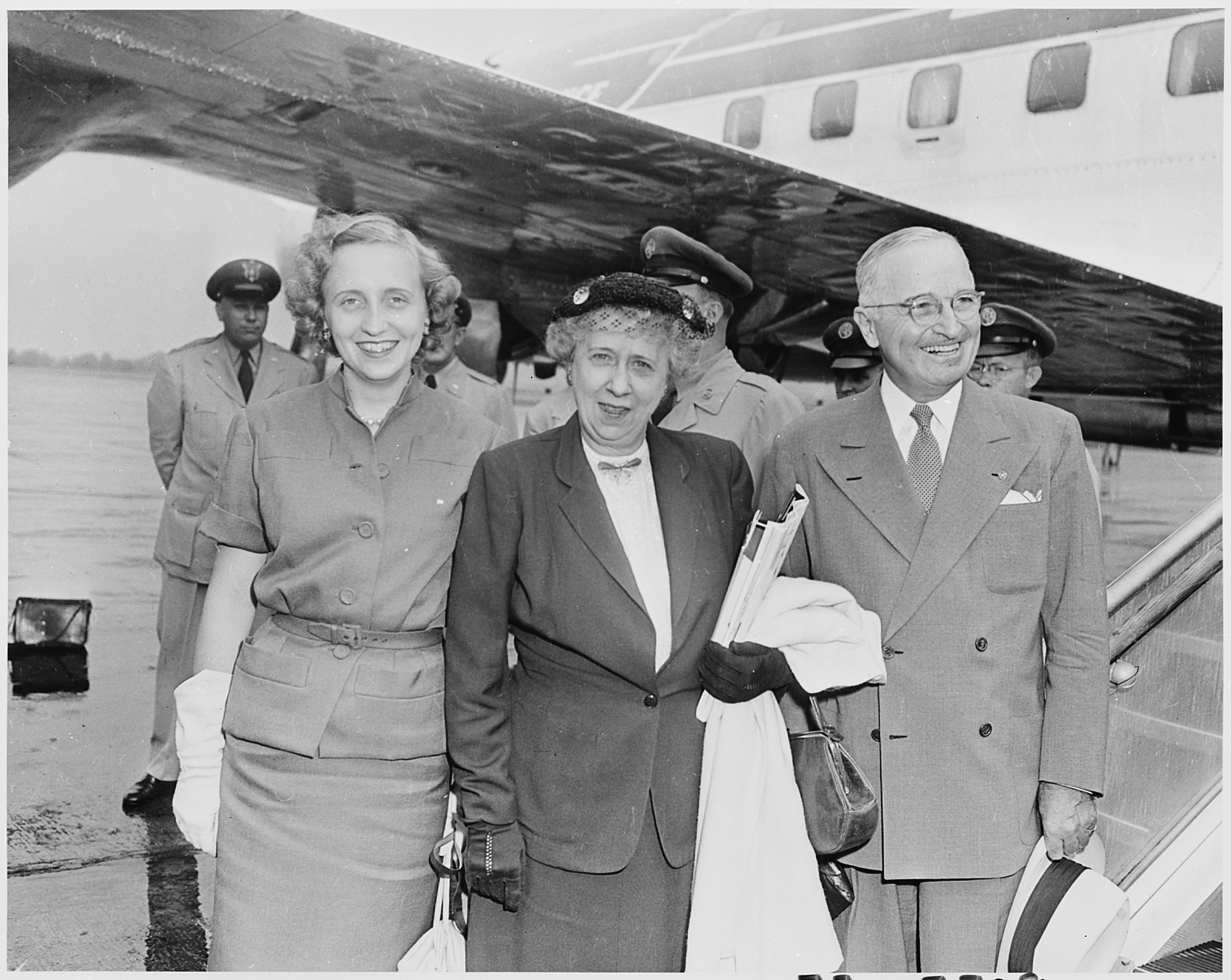
Els Truman el 1951.

L'esclat de la Primera Guerra Mundial va alterar el lent i cerimoniós festeig de Truman. El tinent Truman es va declarar i van estar compromesos abans que el partís cap a França el 1918. Es van casar el 28 de juny de 1919 i van viure a la casa de la mare d'ella. Va haver-hi un parell de nens que es van malmetre en néixer i diversos avortaments espontanis abans que nasqués la seva única filla Mary Margaret (1924-2008).
A mesura que Harry es feia més actiu en política, Bess viatjava amb ell, compartint les seves aparicions públiques tal com s'esperava d'una esposa de candidat. La seva entrada al Senat el 1934 va fer que la família es mudés a Washington DC. Va ser escollit vicepresident el 1944. A la defunció de Franklin Delano Roosevelt el 12 d'abril de 1945, Harry va prendre el jurament presidencial. Bess va conservar el seu componiment i es va convertir en la nova primera dama.

## Primera dama dels Estats Units

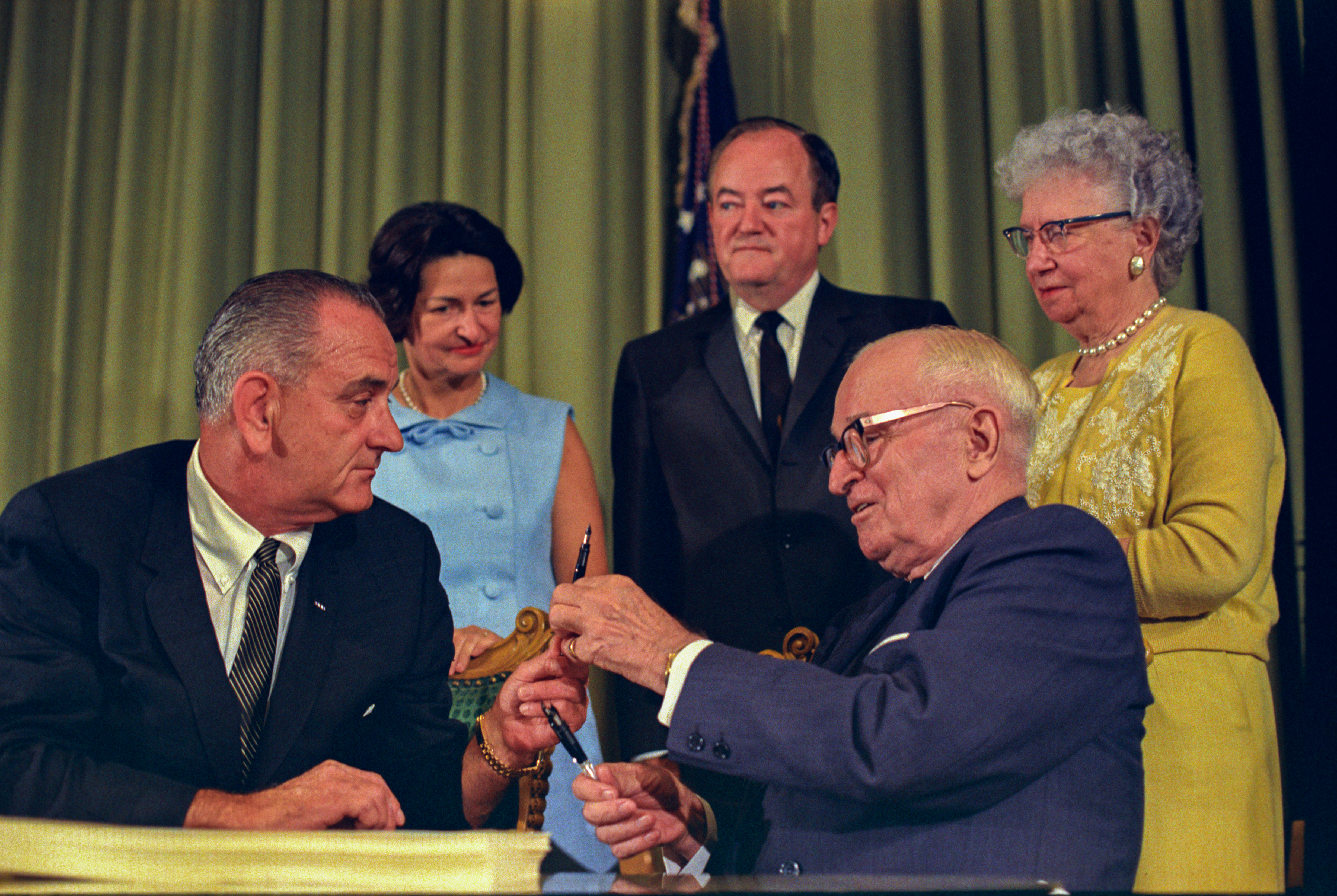
Bess Truman (dreta) veient com el president Johnson firma el Medicare com a llei (1965).

A Bess li va semblar la total falta de privadesa de la Casa Blanca de molt mal gust. Com diria el seu marit més tard, ella no estava "interessada particularment" en la "pompa i formalitat o en l'artificialitat que, com sabem, envolta inevitablement a la família del President". Encara que ella complia invariablement amb les obligacions socials de la seva posició, només feia allò que considerava necessari. Quan la Casa Blanca va ser remodelada durant el segon mandat de Truman, la família es va mudar a Blair House i va mantenir la seva vida social al mínim. En la majoria dels anys de la presidència del seu espòs, Bess no va viure a Washington DC gens més que durant la "temporada social" quan la seva presència era necessària.
El contrast amb la seva predecessora Eleanor Roosevelt era molt marcat. A diferència d'ella, Bess donava conferències de premsa només després d'haver-li estat suplicat per les dames del cos de premsa assignades a ella. Aquestes conferències consistien en preguntes escrites amb antelació i les respostes escrites eren majorment monosil·làbiques, incloent molts "sense comentari". La resposta de Bess a la pregunta que si ella desitjaria que la seva filla Margaret es convertís en Presidenta va ser "absolutament no". La seva resposta al fet que desitjaria ella fer després que el seu marit acabés el seu mandat va ser "tornar a Independence" encara que ella va fantasiar breument amb la idea de quedar-se a viure a Washington DC després de 1953.

## Mort
Bess Truman va morir el 18 d'octubre de 1982 a causa d'una insuficiència cardíaca congestiva als 97 anys, i el 21 d'octubre es va celebrar un funeral privat. Després, va ser enterrada al costat del seu marit al pati de la Biblioteca Harry S. Truman a Independence, Missouri. Continua sent la primera dama més longeva de la història dels Estats Units havent mort als 97 anys, seguida de Rosalynn Carter als 96, Nancy Reagan i Lady Bird Johnson als 94, Betty Ford als 93 i Barbara Bush als 92. Truman també és la dona que ha estat segona dama més longeva. a la història dels Estats Units.